# Jean-Yves Nau
Pour les articles homonymes, voir Nau.
Jean-Yves Nau, né le 4 février 1952 à Ingrandes-de-Touraine en Indre-et-Loire et mort le 8 novembre 2020 à Chambray-lès-Tours,,, est un médecin et journaliste scientifique français spécialiste des questions de médecine.

## Biographie
Originaire d'Ingrandes-de-Touraine et issu d'une famille de vignerons, Jean-Yves Nau a tout d'abord été instituteur avant de réaliser des études de médecine puis de s'orienter vers le journalisme et d'entrer au quotidien Le Monde en 1980,. Il y travaille pendant près de trente ans, comme journaliste scientifique, spécialiste des questions de médecine et de biologie, tout en collaborant ponctuellement à La Revue du praticien, à la Revue médicale suisse et La Nouvelle République du Centre Ouest. Il intègre en février 2009 l'équipe scientifique de la version française en ligne du magazine Slate en tant que chroniqueur.
Il est également chargé pour l'année 2010-2011 de la première chaire de « Journalisme et santé publique » de l'École des hautes études en santé publique (EHESP). Il a ensuite tenu un blog « journalisme et santé publique ».
Il arrête la tenue de son blog le 20 septembre 2020 ; sa mort est annoncée le 8 novembre 2020.

## Publications

### Ouvrages
- Journal de la vache folle, Jean-Yves Nau, éditions Georg, 2001  (ISBN 978-2825707340).
- Bioéthique, avis de tempêtes : Les nouveaux enjeux de la maîtrise du vivant, Hervé Chneiweiss et Jean-Yves Nau, éditions Alvik, 2003  (ISBN 978-2914833110).
- Les Maladies d'aujourd'hui. De la maladie d'Alzheimer au sida, Paul Benkimoun, Élisabeth Bursaux, Jean-Yves Nau, et Chantal Gueniot, J'ai lu, 2003  (ISBN 978-2290328170).
- Tout ce que vous ne savez pas sur la chicha, Bertrand Dautzenberg et Jean Yves Nau, éditions Margaux-Orange, 2007  (ISBN 978-2914206297).
- Jean Bardet : faim de mots, Jean Bardet et Jean-Yves Nau, éditions Glénat, 2008  (ISBN 978-2723462174).
- H1 N1, journal d'une pandémie, Antoine Flahault et Jean-Yves Nau, Plon, 2009  (ISBN 978-2259208390).

### Articles
- « La véritable expérience du Dr James Lind », Revue médicale suisse, vol. 8, 2012.